# Mellantjärnen (Los socken, Hälsingland)
Mellantjärnen är en sjö i Ljusdals kommun och Ovanåkers kommun i Hälsingland och ingår i Ljusnans huvudavrinningsområde. Sjön har en area på 0,115 kvadratkilometer och ligger 250,1 meter över havet.

## Delavrinningsområde
Mellantjärnen ingår i det delavrinningsområde (682622-147315) som SMHI kallar för Mynnar i Voxnan. Medelhöjden är 254 meter över havet och ytan är 43,91 kvadratkilometer. Räknas de 55 avrinningsområdena uppströms in blir den ackumulerade arean 425,96 kvadratkilometer. Loån (Hyttån) som avvattnar avrinningsområdet har biflödesordning 3, vilket innebär att vattnet flödar genom totalt 3 vattendrag innan det når havet efter 145 kilometer. Avrinningsområdet består mestadels av skog (84 procent). Avrinningsområdet har 0,99 kvadratkilometer vattenytor vilket ger det en sjöprocent på 2,3 procent.